# Тілопо синьолобий
Тілопо синьолобий (Ptilinopus monacha) — вид голубоподібних птахів родини голубових (Columbidae). Ендемік Індонезії.

## Опис
Довжина птаха становить 17,5 см, довжина хвоста 5,2—5,9 см, довжина дзьоба 10—11 мм. Виду притаманний статевий диморфізм. У самців обличчя і верхня частина голови синювато-сірі. Сизе тім'я окаймляє жовта смуга, яка проходить над очима. Верхня частина тіла, шия і верхні покривні пера крил оливкові, крила оливково-зелені з жовтими краями. Горло жовтуваті, груди оливкові з синьою плямою посередині. Живіт світліший, жовтуватий. Стегна оливкові. Надхвістя і верхні покривні пера хвоста жовтуваті, хвіст сіруватий. Очі оранжеві, дзьоб зеленуватий, лапи червоні, восковиця частково покрита пір'ям.
У самиць верхня частина голови тьмяніша, темно-зелена. Жовта смуга на голові менш виражена. Підборіддя і горло зелені. Пляма на грудях відсутня. Очі, як і у самця, оранжеві, однак дзьоб чорнуватий. Лапи червоні. Молоді птахи забарвленням подібні до самиць, однак жовті краї крил у них відсутні.

## Поширення і екологія
Синьолобі тілопо поширені на півночі Молуккського архіпелагу. Вони живуть в тропічних і мангрових лісах та в садах. Зустрічаються на висоті до 750 м над рівнем моря.

## Поведінка
Синьолобі тілопо живуть поодинці або парами, іноді утворюють невеликі зграйки. Живляться плодами.

## Збереження
МСОП класифікує стан збереження цього виду як близький до загрозливого. Синьолобим тілопо загрожує знищення природного середовища.